# Illustration

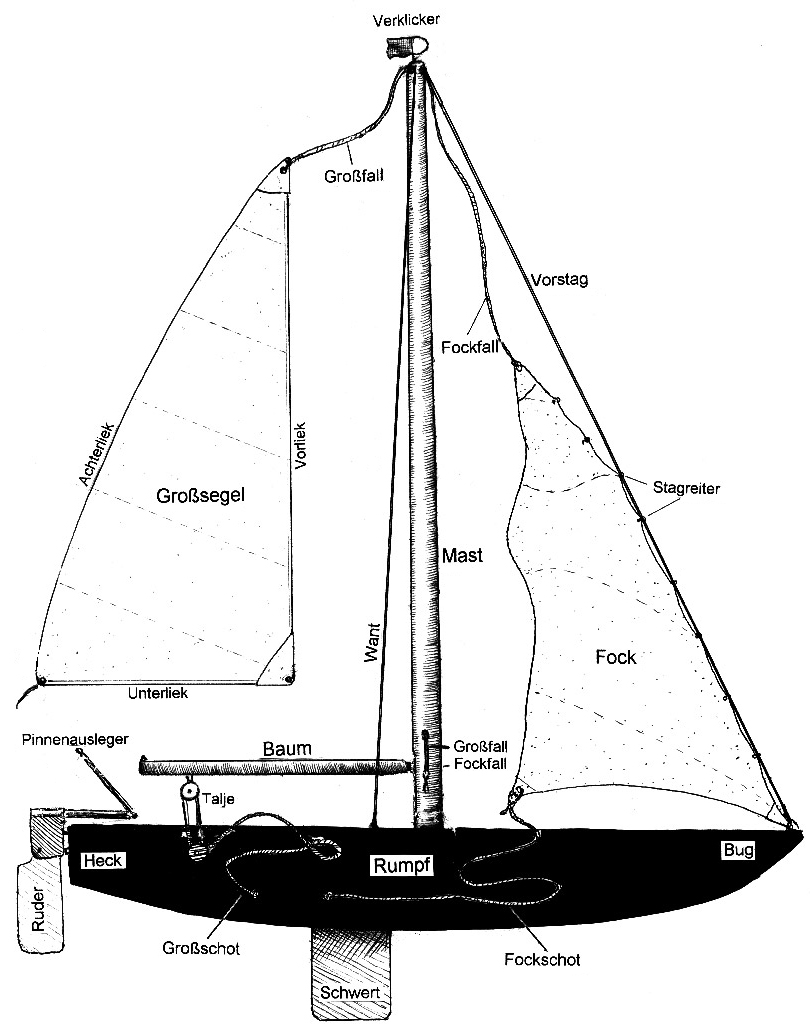
Illustration des Artikels Segelboot in der Wikipedia

Eine Illustration (von lateinisch illustrare „erleuchten, erklären, preisen“) ist „das einem Text erläuternd beigegebene Bild“, genannt auch Schaubild, unabhängig von dessen Form oder spezifischer Funktion.
Mit Illustration wird metaphorisch aber auch der Vorgang der sprachlichen Erläuterung, also das Veranschaulichen und Verständlichmachen eines Sachverhalts, bezeichnet.
Einfach gesagt: Illustrationen sind Bilder in Büchern oder zu verschiedenen Texten. Sie ermitteln oder zeigen an, was der Autor sich vorgestellt hat.

## Geschichte
Bereits in antiken Buchrollen und Kodizes finden sich – wenn auch selten – Illustrationen (siehe Spätantike Buchmalerei).
Im Mittelalter, d. h. vor der Erfindung der Buchdruckerkunst und der damit möglichen technischen Vervielfältigung, in Handschriften also, wurden als Illustrationen – man spricht dann von „Illumination“ bzw. „Buchmalerei“ – gemalte Buchminiaturen verwendet, zum Beispiel in Form von Initialen. Nach Gutenberg wurden in der Regel – analog zum Druck des Textes in beweglichen Lettern – Holzschnitte verwendet, die in einzelnen Fällen auch handkoloriert wurden.
Eine für die Illustrationskunst wichtige historische Phase war die Reformationszeit. Sie führte zu einem Höhepunkt in der weiten Verbreitung von Flugblättern, die bei Massenherstellung oft sogar auf Text weitgehend verzichteten; das Publikum war in der Regel analphabetisch.
Das Holzschnitt-Verfahren wurde etwa um 1600 vom Kupferstich verdrängt, dieser dann in den kommenden Jahrhunderten durch zahlreiche andere Techniken ersetzt – bis hin zum perfekten modernen Farbdruck. Vor allem die Xylografie (= Holzstich im Unterschied zum Holzschnitt) wurde im 19. Jahrhundert zur beherrschenden Illustrationstechnik in Büchern. Später trat die von Alois Senefelder in München entwickelte Technik der Lithographie (=Steindruck) hinzu.
Mit dem Aufkommen der Fotografie rückte die graphische Illustration in den Hintergrund. Die erklärende Illustration entwickelte sich dagegen zur Informationsgrafik.

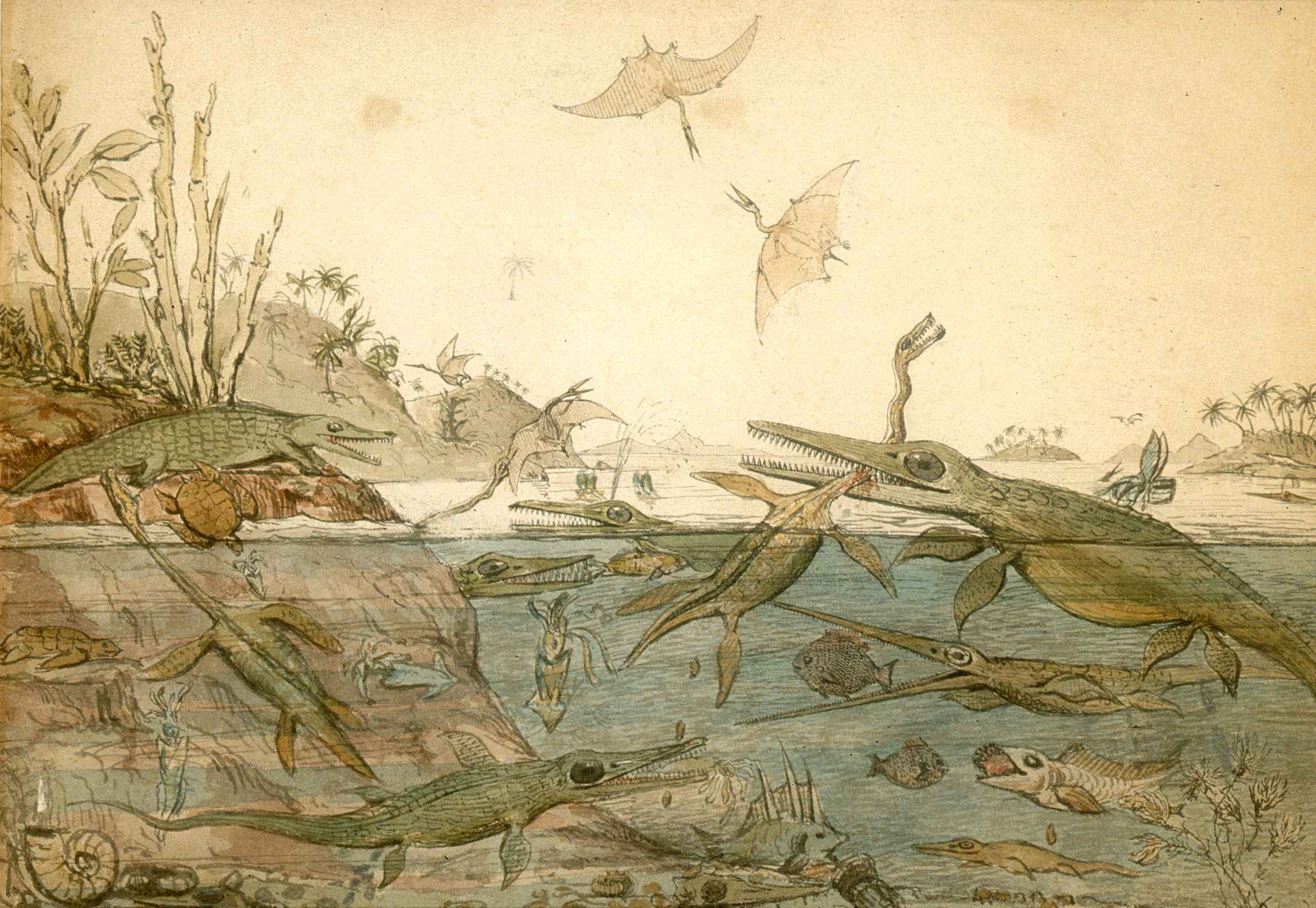
Duria Antiquior ist ein Aquarell des Geologen Henry De la Beche, 1830, die erste bildliche Darstellung einer vorgeschichtlichen Szene basierend auf Fossilien (gefunden von Mary Anning).

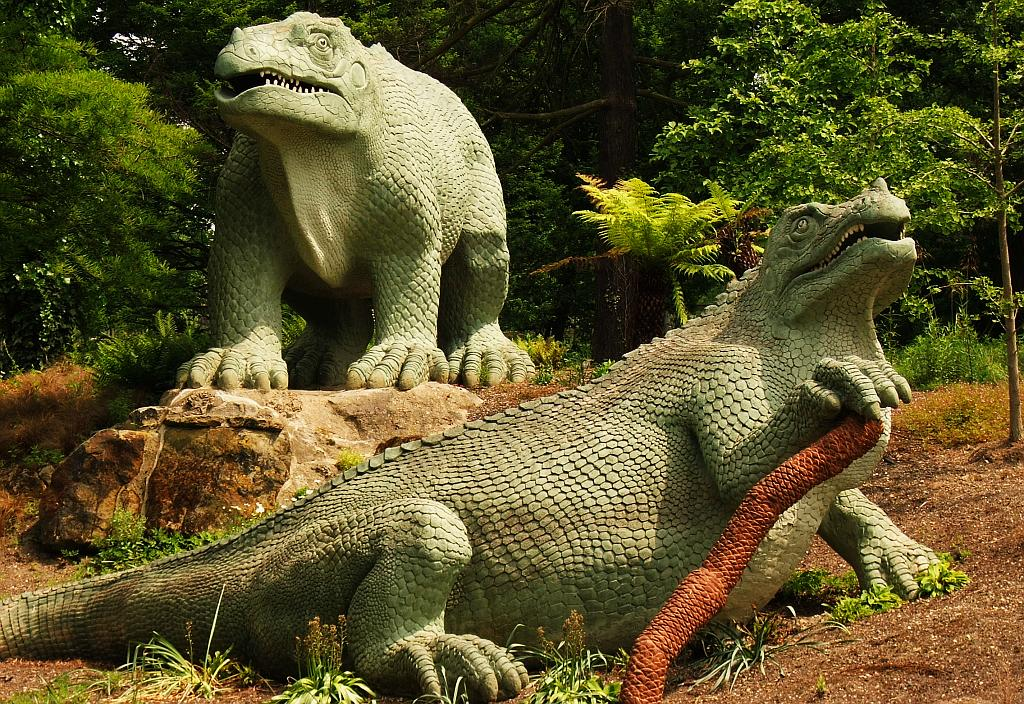
Iguanodon Paar, von Benjamin Waterhouse Hawkins, 1850

## Verwendung

### Wissenschaftliche Illustration
Illustrationen in wissenschaftlichen Lehrwerken sind seit der frühen Neuzeit Texten beigegeben, die sich eindeutig nur mit Bildern vermitteln lassen, zum Beispiel bei anatomischen Abbildungen, bei sogenannten Kräuterbüchern oder bei technischen Beschreibungen.
Eine besondere Bedeutung erlangte die Illustration hier durch die Forschungen der Académie unter Colbert. Aus dieser Tradition heraus stützen sich die Enzyklopädisten unter Diderot und d’Alembert auf die didaktische Wirkung der Abbildung und setzten sie erstmals in großem Maßstab ein (Technik: Radierung).
Eine Form der wissenschaftlichen Illustration ist die „Paläokunst“ (der englische Begriff wurde von Mark Hallett geprägt). Paleoart kann allerdings nicht nur als zweidimensionale Illustration, sondern auch als dreidimensionale Plastik oder Skulptur ausgeführt werden, beispielsweise durch Heinrich Harder (1858–1935; Iguanodon-Skulptur Berlin). Die Society of Vertebrate Paleontology verleiht seit 1999 den John J. Lanzendorf PaleoArt Prize für besonders würdige Paleoart.
- Wichtige Vertreter: Robert T. Bakker, Zdeněk Burian, Gerhard Heilmann, Doug Henderson, Charles R. Knight, Gregory S. Paul, Velizar Simeonovski, Rudolph F. Zallinger